# Irschawa
Irschawa (ukrainisch Іршава; russisch Иршава, ungarisch Ilosva, slowakisch Iršava) ist der Name einer Stadt in der Oblast Transkarpatien im Westen der Ukraine.

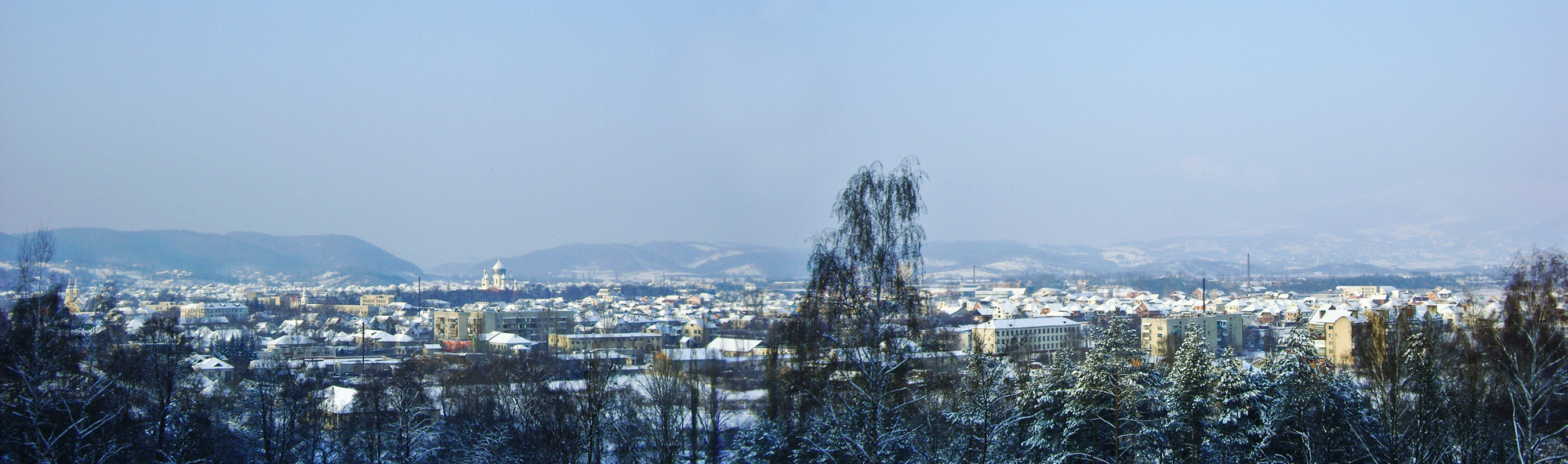
Panorama der Stadt

1341 wird die Stadt zum ersten Mal schriftlich als Makszemháza erwähnt, nachdem sie 1945 der Sowjetunion zugeschlagen wird, erhält sie am 30. Mai 1947 den Status einer Siedlung städtischen Typs, seit 1982 besitzt sie das Stadtrecht.
Der Karpatenort liegt südöstlich der Bezirkshauptstadt Uschhorod am gleichnamigen Fluss, einem Zufluss der Theiß, und war bis 2020 das Verwaltungszentrum des Rajons Irschawa. Am 30. September 2016 wurde die Stadt zum Zentrum der neugegründeten Stadtgemeinde Irschawa (Іршавська міська громада/Irschawska miska hromada), zu dieser zählen auch noch die 2 Dörfer Losa (Лоза) und Sobatyn (Собатин), bis dahin bildete sie zusammen mit dem Dorf Sobatyn die gleichnamige Stadtratsgemeinde.
Am 12. Juni 2020 wurde die Stadtgemeinde noch um weitere 17 Dörfer vergrößert, gleichzeitig wurde der bis dahin im Rajon Irschawa liegende Ort ein Teil des Rajons Chust.
Folgende Orte sind neben dem Hauptort Irschawa ein Teil der Gemeinde:
| Name                     | Name            | Name                                              | Name                             | Name                            | Name       |
| ukrainisch transkribiert | ukrainisch      | russisch                                          | slowakisch                       | ungarisch                       | deutsch    |
| ------------------------ | --------------- | ------------------------------------------------- | -------------------------------- | ------------------------------- | ---------- |
| Brid                     | Брід            | Брод (Brod)                                       | Brod                             | Boród                           | -          |
| Deschkowyzja             | Дешковиця       | Дешковица (Deschkowiza)                           | Deškovice, Deškovica             | Deskófalva                      | -          |
| Dubriwka                 | Дубрівка        | Дубровка (Dubrowka), bis 2001 Дибровка (Dibrowka) | Doubravka nad Boržavou, Dubrovka | Cserhalom                       | -          |
| Duby                     | Дуби            | Дубы                                              | Duby, Dubov                      | Dubi                            | Eichenwald |
| Ilnyzja                  | Ільниця         | Ильница (Ilniza)                                  | Ilnice, Ilnica                   | Ilonca                          | -          |
| Iwaschkowyzja            | Івашковиця      | Ивашковица (Iwaschkowiza)                         | Ivaškovice, Ivaškovica           | Iváskófalva                     | -          |
| Klymowyzja               | Климовиця       | Климовица (Klimowiza)                             | Klimovice                        | Kelemenfalva                    | -          |
| Kobalewyzja              | Кобалевиця      | Кобаловица (Kobalowiza)                           | Kobalevice, Kobalevica           | Gálfalva                        | -          |
| Krajnja Martynka         | Крайня Мартинка | Крайняя Мартынка (Krainjaja Martynka)             | Krajná Martinka                  | Végmártonka, Martinka           | -          |
| Lokit                    | Локіть          | Локоть (Lokot)                                    | Lokeť, Lokoty                    | Nagyábránka                     | -          |
| Losa                     | Лоза            | Лоза                                              | Loza                             | Füzesmező, Lóza                 | -          |
| Mala Rostoka             | Мала Розтока    | Малая Розтока (Malaja Rostoka)                    | (Ugočská) Roztoka                | Szőllősrosztoka, Ugocsarosztoka | -          |
| Ossij                    | Осій            | Осой (Ossoj)                                      | Osoj                             | Szajkófalva                     | -          |
| Pidhirne                 | Підгірне        | Подгорное (Podgornoje)                            | Voloské                          | Oláhcsertész                    | -          |
| Sahattja                 | Загаття         | Загатье (Sagatje)                                 | Záhati, Sahaťe                   | Hátmeg                          | -          |
| Smolohowyzja             | Смологовиця     | Смологовица (Smologowiza)                         | Smoligovice, Smoligovica         | Kisábránka                      | -          |
| Sobatyn                  | Собатин         | Собатин (Sobatin)                                 | Sobatín                          | Szombati, Szobatin              | -          |
| Tschornyj Potik          | Чорний Потік    | Черный Поток (Tscherny Potok)                     | Černý Potok                      | Kenézpatak                      | -          |
| Welyka Rostoka           | Велика Розтока  | Велика Розтока (Welika Rostoka)                   | (Berežská) Roztoka               | Gázló, Beregrosztoka            | -          |

## Söhne und Töchter der Stadt
- Wassyl Stankowytsch (* 1946), sowjetischer Florettfechter